# Herman Selderhuis
Herman Johan Selderhuis (Enschede, 21 mei 1961) is een Nederlandse theoloog en hoogleraar kerkgeschiedenis en kerkrecht aan de Theologische Universiteit Apeldoorn.

## Levensloop
Selderhuis werd geboren in Enschede en groeide op binnen een randkerkelijk gezin. Op 15-jarige leeftijd begon hij met het bezoeken van kerkdiensten en liet zich vervolgens dopen en voegde zich in een Christelijke Gereformeerde Kerk. Hij volgde het atheneum aan het Ichthuscollege in zijn geboortestad. Van 1981 tot 1988 studeerde hij theologie aan de Theologische Universiteit Apeldoorn van de Christelijke Gereformeerde Kerken. Hij deed het doctoraalexamen Kerkgeschiedenis. Selderhuis werd in 1987 beroepen door de Christelijke Gereformeerde Kerk in Hengelo en stond daar tot 1992 op de kansel. De vijf jaar daarna ging hij voor in de Christelijke Gereformeerde Kerk in Zwolle. Hij promoveerde in 1994 bij Willem van 't Spijker op het onderwerp Huwelijk en echtscheiding bij Martin Bucer.
De historicus werd in januari 1997 benoemd tot hoogleraar Kerkgeschiedenis en Kerkrecht aan de Theologische Universiteit in Apeldoorn als opvolger van Willem van 't Spijker. Selderhuis is directeur van het Instituut voor Reformatieonderzoek (Apeldoorn), wetenschappelijk curator van de Johannes a Lasco Bibliotheek in het Duitse Emden en directeur van de Refo500, een stichting die tot en met 2017 aandacht vraagt voor (de gevolgen van) de Reformatie.
Selderhuis heeft een groot aantal publicaties op zijn naam staan. Zo redigeerde hij het in 2006 verschenen Handboek Nederlandse Kerkgeschiedenis. Zijn bekendste populair-theologische boek is Morgen doe ik het beter, gids voor gewone christenen (2002), waarvan er meer dan veertigduizend werden verkocht. Ook was hij jarenlang een populaire columnist in het Nederlands Dagblad.
In 2013 ontving Selderhuis een eredoctoraat van de Universiteit van Debrecen (Hongarije) en in 2025 ontving hij een eredoctoraat van de Universiteit Zürich (Zwitserland) voor zijn onderzoek van de Reformatie.

## Publicaties
Een selectie uit de publicaties van Selderhuis:
- Huwelijk en echtscheiding bij Martin Bucer. Uitgeverij Jongbloed: Heerenveen, 1994. ISBN 9789050304078
- Morgen doe ik het beter: gids voor gewone christenen. Vuurbaak, Barneveld, 2002. ISBN 9789055602308
- Samen met Frank Günter. Melanchthon Und Der Calvinismus. Stuttgart / Bad Cannstad: Frommann-Holzboog, 2005. ISBN 9783772822360
- Handboek Nederlandse Kerkgeschiedenis. Uitgeverij Kok: Kampen, 2006. ISBN 9789043509268
- Calvijn, een mens. Uitgeverij Kok: Kampen, 2008 ISBN 9789043515276
- Calvijn Handboek. Uitgeverij Kok: Kampen, 2008. ISBN 9789043514361
- Samen met Karla-Boersma Apperloo. God, Heidelberg en Oranje. Uitgeverij Kok: Kampen, 2013. ISBN 9789043519762
- Luther. Een mens zoekt God. De Banier, Apeldoorn, 2015. ISBN 9789462786424

- Bibliothèque nationale de France: cb13564339h (data)
- Gemeinsame Normdatei: 129003042
- International Standard Name Identifier: 0000 0001 2277 4005
- Library of Congress Control Number: n97120946
- Nationale Bibliotheek van Tsjechië: uk2008335076
- Nationale Bibliotheek van Israël: 987007309897305171
- Nederlandse Thesaurus van Auteursnamen: 084690194
- Système universitaire de documentation: 079274684
- Virtual International Authority File: 22308724
- WorldCat: E39PBJkhHQmvWkYX3jWd4GrXh3